# Katemak
Le katemak est un plat indonésien des petites îles de la Sonde orientales, et notamment de l'île de Timor.

## Préparation
Du bœuf est bouilli avec des patates douces, du maïs doux et des crudités telles que des feuiles de manioc et de papayer (qui auront été lavées avec de l'eau salée) pour en faire une soupe. Pendant la cuisson, des épices et condiments y sont ajoutées : oignon rouge, ail, échalotes. On y ajoute aussi du sucre (plutôt du sucre de palme).